# Brock Harris
Brock Harris es un modelo y actor estadounidense que llegó a ser conocido después de aparecer en la revista Têtu. El cortometraje The Last Hunt producido por Harris se puso de relieve por el Festival de Cine de Sundance.

## Biografía y carrera
Brock Harris es el hijo de un profesor de administración de la educación en una universidad y un diácono en una iglesia local. Su madre es profesora de educación física. Siendo el segundo de cuatro hijos, Harris nació y se crio en Stillwater, Oklahoma. En el curso de la escuela secundaria, Harris participó en la comunidad de teatro y desde el jardín de infancia practicado lucha. Él practicó artes marciales y entrenado para competir jujitsu. Después de estudiar en la escuela de Stillwater Boys Choir, Harris entraron y se graduó como músico y actor en The Hartt School of Music de la Universidad de Hartford.
Cuando primer año de universidad, se inscribió en la empresa Asics después de ver un anuncio en la Internet en busca de los luchadores de secundaria para modelar. Después de hacer la sesión de fotos para Asics quedado fuera por un tiempo debido a una cirugía para extirpar un tumor de la espalda. En 2008 ganó popularidad en Internet después de estar en la portada de la revista francesa Têtu.
En febrero de 2009, junto con otros cuarenta modelos, Brock Harris hizo una prueba con el fotógrafo de moda Bruce Webber, para el minorista de ropa Abercrombie & Fitch (A&F), en el que Harris se negó a hacer escenas de desnudos. En el mismo año hizo su primera obra de teatro, A Christmas Carol, que se presentó en Hardfor Stage. Brock Harris también ha trabajado para empresa Renegade Models. En 2014 tuvo su primer papel en la televisión, en el elenco recurrente de serie de televisión Major Crimes.

## Filmografía

### Filme
| Año  | Título              | Papel              | Nota         |
| ---- | ------------------- | ------------------ | ------------ |
| 2008 | Drop Dead Drunk     | Namorado de Romona |              |
| 2012 | Fish Will Bite      |                    | Cortometraje |
| 2013 | Breathe In          | Paul               |              |
| 2013 | G.B.F.              | Hamilton           |              |
| 2013 | Gone Missing        | Alex               |              |
| 2015 | Sam                 | Sam                |              |
| 2015 | Those Who Wander    | Trey               |              |
| 2015 | Goliath             | David              | Cortometraje |
| 2015 | Simple Little Lives | Hank               |              |
| 2016 | The Last Hunt       | Daniel             | Cortometraje |

### Televisión
| Año       | Título       | Papel       | Nota        |
| --------- | ------------ | ----------- | ----------- |
| 2014-2015 | Major Crimes | Chad Stuart | 3 episodios |